# Blood Drive
Blood Drive is een Amerikaanse sciencefictionserie, ontwikkeld door James Roland. De serie werd uitgezonden op Syfy van 14 juni tot 6 september 2017.

## Verhaal
In het jaar 1999, in een Los Angeles met een dystopische toekomst, waar als gevolg van een reeks aardbevingen die een kloof veroorzaakten ter hoogte van de rivier de Mississippi, waardoor een kloof ontstond, de klimaatverandering de temperatuur naar 46 °C in de schaduw bracht, wordt water zo schaars als olie, die 2000 dollar per vat kost, de misdaad viert hoogtij. De politie is opgekocht door een particulier bedrijf, agent Arthur Bailey is betrokken bij een moordende race genaamd Blood Drive, waarvan het prijzengeld bij de winnaar 10 miljoen dollar bedraagt. Arthur, de laatste goede agent onder een horde corrupte functionarissen in een verlaten stad, probeert een wedstrijd te overleven waarvan de ceremoniemeester een psychopaat is, waarbij de chauffeurs afwijkende moordenaars zijn en de auto's worden aangedreven door menselijk bloed. Hij helpt Grace, op zoek naar haar zus, wint de race.

## Rolverdeling
| Acteur               | Personage             |
| -------------------- | --------------------- |
| Alan Ritchson        | Arthur Bailey         |
| Christina Ochoa      | Grace D'Argento       |
| Thomas Dominique     | Christopher Carpenter |
| Marama Corlett       | Aki                   |
| Colin Cunningham     | Julian Slink          |
| Andrew Hall          | the Gentleman         |
| Darren Kent          | the Scholar           |
| Sean Cameron Michael | Old Man Heart         |
| Carel Nel            | Rasher                |
| Aidan Whytock        | Garrett Kemble        |
| Brandon Auret        | Rib Bone              |
| Craig Jackson        | Cliff                 |
| Jenny Stead          | Domi                  |
| Alex McGregor        | Karma                 |

## Afleveringen
| Afl. | Titel                               | Regie          | Scenario                          | Originele releasedatum |
| 1    | "The F...ing Cop"                   | David Straiton | James Roland                      | 14 juni 2017           |
| 2    | "Welcome to Pixie Swallow"          | David Straiton | Marc Halsey                       | 21 juni 2017           |
| 3    | "Steel City Nightfall"              | James Roday    | James Roland                      | 28 juni 2017           |
| 4    | "In the Crimson Halls of Kane Hill" | James Roday    | Nina Fiore & John Herrera         | 5 juli 2017            |
| 5    | "The F...ing Dead"                  | Roel Reiné     | Harrison Weinfeld & Daniel Zucker | 12 juli 2017           |
| 6    | "Booby Traps"                       | Roel Reiné     | Ben Wolf                          | 19 juli 2017           |
| 7    | "The Gentleman's Agreement"         | Lin Oeding     | James Roland                      | 26 juli 2017           |
| 8    | "A Fistful of Blood"                | Lin Oeding     | James Roland & John Hlavin        | 2 augustus 2017        |
| 9    | "The Chopsocky Special"             | Meera Menon    | Nina Fiore & John Herrera         | 9 augustus 2017        |
| 10   | "Scar Tissue"                       | Meera Menon    | Alex Ebel                         | 16 augustus 2017       |
| 11   | "Rise of the Primo"                 | Gregg Simon    | Ben Wolf                          | 23 augustus 2017       |
| 12   | "Faces of Blood Drive"              | David Straiton | Harrison Weinfeld & Daniel Zucker | 30 augustus 2017       |
| 13   | "Finish Line"                       | David Straiton | James Roland                      | 6 september 2017       |

## Productie
De serie ontving op 28 juli 2015 een direct-to-serie bestelling van 13 afleveringen van Syfy. Elke aflevering is gebaseerd op een ander genre van exploitatiefilms uit de jaren 70/80, zoals kannibalen, nymfomanen of krankzinnigengestichten. De opnames vonden plaats in Kaapstad, Zuid-Afrika.

## Ontvangst
Op Rotten Tomatoes heeft Blood Drive een waarde van 76% en een gemiddelde score van 5,60/10, gebaseerd op 21 recensies. Op Metacritic heeft de film een gemiddelde score van 65/100, gebaseerd op 13 recensies.

## Prijzen en nominaties
| Jaar | Prijs                 | Categorie                                                 | Genomineerde(n)                                           | Uitslag     |
| ---- | --------------------- | --------------------------------------------------------- | --------------------------------------------------------- | ----------- |
| 2018 | Golden Trailer Awards | Best Original Score (TV Spot/Trailer/Teaser for a Series) | Best Original Score (TV Spot/Trailer/Teaser for a Series) | Genomineerd |